# Élections municipales de 2014 dans les Deux-Sèvres
Les élections municipales dans les Deux-Sèvres se sont déroulées les 23 et 30 mars 2014.

## Maires sortants et maires élus
Le scrutin est marqué une stabilité relative, ponctuée de quelques changements. Niort, chef-lieu du département géré par le PS depuis 1957, est remporté par l'UDI. Les écologistes perdent Aiffres et les socialistes La Créche. La droite conserve quant à elle ses acquis. 
| Commune               | Population | Maire sortant       | Parti | Parti | Maire élu             | Parti | Parti |
| --------------------- | ---------- | ------------------- | ----- | ----- | --------------------- | ----- | ----- |
| Aiffres               | 5 340      | Serge Morin         |       | EELV  | Jacques Billy         |       | UDI   |
| Airvault              | 3 064      | Jacky Prinçay       |       | DVD   | Olivier Fouillet      |       | DVD   |
| Bressuire             | 18 764     | Jean Michel Bernier |       | DVD   | Jean-Michel Bernier   |       | DVD   |
| Celles-sur-Belle      | 3 744      | Jean-Marie Roy      |       | DVD   | Jean-Marie Roy        |       | DVD   |
| Cerizay               | 4 697      | Johnny Brosseau     |       | PS    | Johnny Brosseau       |       | PS    |
| Chauray               | 6 301      | Jacques Brossard    |       | UMP   | Jacques Brossard      |       | UMP   |
| Échiré                | 3 294      | Thierry Devautour   |       | DVD   | Thierry Devautour     |       | DVD   |
| La Crèche             | 5 449      | Claude Busserolle   |       | DVG   | Phillipe Mathis       |       | DVD   |
| Mauléon               | 8 263      | Daniel Amiot        |       | UMP   | Pierre-Yves Marolleau |       | DVD   |
| Melle                 | 3 667      | Yves Debien         |       | PS    | Yves Debien           |       | PS    |
| Moncoutant            | 3 176      | Philippe Mouiller   |       | UMP   | Philippe Mouiller     |       | UMP   |
| Niort                 | 57 813     | Geneviève Gaillard  |       | PS    | Jérôme Baloge         |       | UDI   |
| Nueil-les-Aubiers     | 5 507      | Philippe Brémond    |       | UMP   | Philippe Brémond      |       | UMP   |
| Parthenay             | 10 390     | Xavier Argenton     |       | UDI   | Xavier Argenton       |       | UDI   |
| Saint-Maixent-l'École | 7 159      | Léopold Moreau      |       | UMP   | Léopold Moreau        |       | UMP   |
| Thouars               | 9 622      | Patrice Pineau      |       | PS    | Patrice Pineau        |       | PS    |
| Vouillé               | 3 260      | Stéphane Pierron    |       | PS    | Stéphane Pierron      |       | PS    |

## Résultats dans les communes de plus de2 000 habitants

### Aiffres
- Maire sortant : Serge Morin (EELV)
- 29 sièges à pourvoir au conseil municipal (population légale 2011 : 5 340 habitants)
- 3 sièges à pourvoir au conseil communautaire (CA du Niortais)

| Tête de liste            | Tête de liste    | Liste          | Premier tour | Premier tour | Second tour | Second tour | Sièges | Sièges |
| Tête de liste            | Tête de liste    | Liste          | Voix         | %            | Voix        | %           | CM     | CC     |
| ------------------------ | ---------------- | -------------- | ------------ | ------------ | ----------- | ----------- | ------ | ------ |
|                          | Jacques Billy    | UDI            | 1 180        | 43,73        | 1 586       | 57,63       | 23     | 2      |
|                          | Serge Morin *    | EELV-PS        | 1 099        | 40,73        | 1 166       | 42,36       | 6      | 1      |
|                          | Olivier Poussard | DVG            | 419          | 15,53        |             |             |        |        |
|                          |                  |                |              |              |             |             |        |        |
| Inscrits                 | Inscrits         | Inscrits       | 4 195        | 100,00       | 4 195       | 100,00      |        |        |
| Abstentions              | Abstentions      | Abstentions    | 1 373        | 32,73        | 1 343       | 32,01       |        |        |
| Votants                  | Votants          | Votants        | 2 822        | 67,27        | 2 852       | 67,99       |        |        |
| Blancs et nuls           | Blancs et nuls   | Blancs et nuls | 124          | 4,39         | 100         | 3,51        |        |        |
| Exprimés                 | Exprimés         | Exprimés       | 2 698        | 95,61        | 2 752       | 96,49       |        |        |
| * Liste du maire sortant |                  |                |              |              |             |             |        |        |

### Airvault
- Maire sortant : Jacky Prinçay
- 23 sièges à pourvoir au conseil municipal (population légale 2011 : 3 064 habitants)
- 12 sièges à pourvoir au conseil communautaire (CC Airvaudais-Val du Thouet)

| Tête de liste            | Tête de liste    | Liste          | Premier tour | Premier tour | Second tour | Second tour | Sièges | Sièges |
| Tête de liste            | Tête de liste    | Liste          | Voix         | %            | Voix        | %           | CM     | CC     |
| ------------------------ | ---------------- | -------------- | ------------ | ------------ | ----------- | ----------- | ------ | ------ |
|                          | Olivier Fouillet | DVD            | 771          | 47,30        | 836         | 51,10       | 18     | 10     |
|                          | Jacky Prinçay *  | DVD            | 440          | 26,99        | 418         | 25,55       | 3      | 1      |
|                          | Philippe Morin   | DVD            | 419          | 25,70        | 382         | 23,34       | 2      | 1      |
|                          |                  |                |              |              |             |             |        |        |
| Inscrits                 | Inscrits         | Inscrits       | 2 291        | 100,00       | 2 291       | 100,00      |        |        |
| Abstentions              | Abstentions      | Abstentions    | 592          | 25,84        | 624         | 27,24       |        |        |
| Votants                  | Votants          | Votants        | 1 699        | 74,16        | 1 667       | 72,76       |        |        |
| Blancs et nuls           | Blancs et nuls   | Blancs et nuls | 69           | 4,06         | 31          | 1,86        |        |        |
| Exprimés                 | Exprimés         | Exprimés       | 1 630        | 95,94        | 1 636       | 98,14       |        |        |
| * Liste du maire sortant |                  |                |              |              |             |             |        |        |

### Bressuire
- Maire sortant : Jean Michel Bernier
- 33 sièges à pourvoir au conseil municipal (population légale 2011 : 18 764 habitants)
- 18 sièges à pourvoir au conseil communautaire (CA du Bocage Bressuirais)

|                          | Jean-Michel Bernier * | DVD            | 6 598  | 77,91  | 30 | 16 |  |  |
|                          | Gaëlle Bernaud        | DVG            | 1 870  | 22,08  | 3  | 2  |  |  |
|                          |                       |                |        |        |    |    |  |  |
| Inscrits                 | Inscrits              | Inscrits       | 13 771 | 100,00 |    |    |  |  |
| Abstentions              | Abstentions           | Abstentions    | 4 845  | 35,18  |    |    |  |  |
| Votants                  | Votants               | Votants        | 8 926  | 64,82  |    |    |  |  |
| Blancs et nuls           | Blancs et nuls        | Blancs et nuls | 458    | 5,13   |    |    |  |  |
| Exprimés                 | Exprimés              | Exprimés       | 8 468  | 94,87  |    |    |  |  |
| * Liste du maire sortant |                       |                |        |        |    |    |  |  |

### Celles-sur-Belle
- Maire sortant : Jean-Marie Roy
- 27 sièges à pourvoir au conseil municipal (population légale 2011 : 3 744 habitants)
- 10 sièges à pourvoir au conseil communautaire (CC Mellois en Poitou)

|                          | Jean-Marie Roy * | DVD            | 996   | 57,30  | 22 | 8 |  |  |
|                          | Christian Picard | DVG            | 742   | 42,69  | 5  | 2 |  |  |
|                          |                  |                |       |        |    |   |  |  |
| Inscrits                 | Inscrits         | Inscrits       | 2 779 | 100,00 |    |   |  |  |
| Abstentions              | Abstentions      | Abstentions    | 926   | 33,32  |    |   |  |  |
| Votants                  | Votants          | Votants        | 1 853 | 66,68  |    |   |  |  |
| Blancs et nuls           | Blancs et nuls   | Blancs et nuls | 115   | 6,21   |    |   |  |  |
| Exprimés                 | Exprimés         | Exprimés       | 1 738 | 93,79  |    |   |  |  |
| * Liste du maire sortant |                  |                |       |        |    |   |  |  |

### Cerizay
- Maire sortant : Johnny Brosseau
- 27 sièges à pourvoir au conseil municipal (population légale 2011 : 4 697 habitants)
- 4 sièges à pourvoir au conseil communautaire (CA du Bocage Bressuirais)

|                          | Johnny Brosseau *   | PS             | 1 329 | 55,14  | 21 | 3 |  |  |
|                          | Jean-Marie Chaillou | DVD            | 1 081 | 44,85  | 6  | 1 |  |  |
|                          |                     |                |       |        |    |   |  |  |
| Inscrits                 | Inscrits            | Inscrits       | 3 411 | 100,00 |    |   |  |  |
| Abstentions              | Abstentions         | Abstentions    | 896   | 26,27  |    |   |  |  |
| Votants                  | Votants             | Votants        | 2 515 | 73,73  |    |   |  |  |
| Blancs et nuls           | Blancs et nuls      | Blancs et nuls | 105   | 4,17   |    |   |  |  |
| Exprimés                 | Exprimés            | Exprimés       | 2 410 | 95,83  |    |   |  |  |
| * Liste du maire sortant |                     |                |       |        |    |   |  |  |

### Châtillon-sur-Thouet
- Maire sortant : Claude Dieumegard
- 23 sièges à pourvoir au conseil municipal (population légale 2011 : 2 791 habitants)
- 4 sièges à pourvoir au conseil communautaire (CC de Parthenay-Gâtine)

|                | Jean Michel Morin | UDI            | 983   | 69,03  | 20 | 4 |  |  |
|                | Jean-Yves Carou   | UDI            | 441   | 30,96  | 3  |   |  |  |
|                |                   |                |       |        |    |   |  |  |
| Inscrits       | Inscrits          | Inscrits       | 2 193 | 100,00 |    |   |  |  |
| Abstentions    | Abstentions       | Abstentions    | 671   | 30,60  |    |   |  |  |
| Votants        | Votants           | Votants        | 1 522 | 69,40  |    |   |  |  |
| Blancs et nuls | Blancs et nuls    | Blancs et nuls | 98    | 6,44   |    |   |  |  |
| Exprimés       | Exprimés          | Exprimés       | 1 424 | 93,56  |    |   |  |  |

### Chauray
- Maire sortant : Jacques Brossard (UMP)
- 29 sièges à pourvoir au conseil municipal (population légale 2011 : 6 301 habitants)
- 3 sièges à pourvoir au conseil communautaire (CA du Niortais)

|                          | Jacques Brossard *   | UMP            | 2 515 | 76,51  | 26 | 3 |  |  |
|                          | Christian Loustaunau | DVG            | 772   | 23,48  | 3  |   |  |  |
|                          |                      |                |       |        |    |   |  |  |
| Inscrits                 | Inscrits             | Inscrits       | 4 963 | 100,00 |    |   |  |  |
| Abstentions              | Abstentions          | Abstentions    | 1 547 | 31,17  |    |   |  |  |
| Votants                  | Votants              | Votants        | 3 416 | 68,83  |    |   |  |  |
| Blancs et nuls           | Blancs et nuls       | Blancs et nuls | 129   | 3,78   |    |   |  |  |
| Exprimés                 | Exprimés             | Exprimés       | 3 287 | 96,22  |    |   |  |  |
| * Liste du maire sortant |                      |                |       |        |    |   |  |  |

### Chef-Boutonne
- Maire sortant : Fabrice Michelet
- 19 sièges à pourvoir au conseil municipal (population légale 2011 : 2 125 habitants)
- 6 sièges à pourvoir au conseil communautaire (CC Mellois en Poitou)

| Tête de liste            | Tête de liste      | Liste          | Premier tour | Premier tour | Second tour | Second tour | Sièges | Sièges |
| Tête de liste            | Tête de liste      | Liste          | Voix         | %            | Voix        | %           | CM     | CC     |
| ------------------------ | ------------------ | -------------- | ------------ | ------------ | ----------- | ----------- | ------ | ------ |
|                          | Fabrice Michelet * | DVD            | 543          | 46,13        | 644         | 51,97       | 15     | 5      |
|                          | Jacques Flandrois  | DVD            | 493          | 41,88        | 595         | 48,02       | 4      | 1      |
|                          | Valérie Magnan     | DVG            | 141          | 11,97        |             |             |        |        |
|                          |                    |                |              |              |             |             |        |        |
| Inscrits                 | Inscrits           | Inscrits       | 1 621        | 100,00       | 1 721       | 100,00      |        |        |
| Abstentions              | Abstentions        | Abstentions    | 401          | 24,74        | 430         | 24,99       |        |        |
| Votants                  | Votants            | Votants        | 1 220        | 75,26        | 1 291       | 75,01       |        |        |
| Blancs et nuls           | Blancs et nuls     | Blancs et nuls | 43           | 3,52         | 52          | 4,03        |        |        |
| Exprimés                 | Exprimés           | Exprimés       | 1 177        | 96,48        | 1 239       | 95,97       |        |        |
| * Liste du maire sortant |                    |                |              |              |             |             |        |        |

### Coulon
- Maire sortant : Michel Simon
- 19 sièges à pourvoir au conseil municipal (population légale 2011 : 2 219 habitants)
- 1 sièges à pourvoir au conseil communautaire (CA du Niortais)

|                          | Michel Simon * | DVG            | 713   | 100,00 | 19 | 1 |  |  |
|                          |                |                |       |        |    |   |  |  |
| Inscrits                 | Inscrits       | Inscrits       | 1 703 | 100,00 |    |   |  |  |
| Abstentions              | Abstentions    | Abstentions    | 658   | 38,64  |    |   |  |  |
| Votants                  | Votants        | Votants        | 1 045 | 61,36  |    |   |  |  |
| Blancs et nuls           | Blancs et nuls | Blancs et nuls | 332   | 31,77  |    |   |  |  |
| Exprimés                 | Exprimés       | Exprimés       | 713   | 68,23  |    |   |  |  |
| * Liste du maire sortant |                |                |       |        |    |   |  |  |

### Coulonges-sur-l'Autize
- Maire sortant : Christian Bonnet
- 19 sièges à pourvoir au conseil municipal (population légale 2011 : 2 375 habitants)
- 4 sièges à pourvoir au conseil communautaire (CC Val-de-Gâtine)

|                | Jean-Philippe Guerit | DVD            | 848   | 100,00 | 19 | 4 |  |  |
|                |                      |                |       |        |    |   |  |  |
| Inscrits       | Inscrits             | Inscrits       | 1 678 | 100,00 |    |   |  |  |
| Abstentions    | Abstentions          | Abstentions    | 636   | 37,90  |    |   |  |  |
| Votants        | Votants              | Votants        | 1 042 | 62,10  |    |   |  |  |
| Blancs et nuls | Blancs et nuls       | Blancs et nuls | 194   | 18,62  |    |   |  |  |
| Exprimés       | Exprimés             | Exprimés       | 848   | 81,38  |    |   |  |  |

### Courlay
- Maire sortant : André Guillermic
- 19 sièges à pourvoir au conseil municipal (population légale 2011 : 2 420 habitants)
- 2 sièges à pourvoir au conseil communautaire (CA du Bocage Bressuirais)

|                          | André Guillermic * | DVG            | 925   | 71,70  | 17 | 2 |  |  |
|                          | France Tourraine   | DVG            | 365   | 28,29  | 2  |   |  |  |
|                          |                    |                |       |        |    |   |  |  |
| Inscrits                 | Inscrits           | Inscrits       | 1 866 | 100,00 |    |   |  |  |
| Abstentions              | Abstentions        | Abstentions    | 519   | 27,81  |    |   |  |  |
| Votants                  | Votants            | Votants        | 1 347 | 72,19  |    |   |  |  |
| Blancs et nuls           | Blancs et nuls     | Blancs et nuls | 57    | 4,23   |    |   |  |  |
| Exprimés                 | Exprimés           | Exprimés       | 1 290 | 95,77  |    |   |  |  |
| * Liste du maire sortant |                    |                |       |        |    |   |  |  |

### Échiré
- Maire sortant : Thierry Devautour
- 23 sièges à pourvoir au conseil municipal (population légale 2011 : 3 294 habitants)
- 2 sièges à pourvoir au conseil communautaire (CA du Niortais)

|                          | Thierry Devautour * | DVD            | 1 212 | 100,00 | 23 | 2 |  |  |
|                          |                     |                |       |        |    |   |  |  |
| Inscrits                 | Inscrits            | Inscrits       | 2 707 | 100,00 |    |   |  |  |
| Abstentions              | Abstentions         | Abstentions    | 1 152 | 42,56  |    |   |  |  |
| Votants                  | Votants             | Votants        | 1 555 | 57,44  |    |   |  |  |
| Blancs et nuls           | Blancs et nuls      | Blancs et nuls | 343   | 22,06  |    |   |  |  |
| Exprimés                 | Exprimés            | Exprimés       | 1 212 | 77,94  |    |   |  |  |
| * Liste du maire sortant |                     |                |       |        |    |   |  |  |

### Frontenay-Rohan-Rohan
- Maire sortant : Brigitte Competissa
- 23 sièges à pourvoir au conseil municipal (population légale 2011 : 2 951 habitants)
- 1 sièges à pourvoir au conseil communautaire (CA du Niortais)

|                          | Brigitte Competissa * | DVG            | 1 053 | 100,00 | 23 | 1 |  |  |
|                          |                       |                |       |        |    |   |  |  |
| Inscrits                 | Inscrits              | Inscrits       | 2 223 | 100,00 |    |   |  |  |
| Abstentions              | Abstentions           | Abstentions    | 896   | 40,31  |    |   |  |  |
| Votants                  | Votants               | Votants        | 1 327 | 59,69  |    |   |  |  |
| Blancs et nuls           | Blancs et nuls        | Blancs et nuls | 274   | 20,65  |    |   |  |  |
| Exprimés                 | Exprimés              | Exprimés       | 1 053 | 79,35  |    |   |  |  |
| * Liste du maire sortant |                       |                |       |        |    |   |  |  |

### La Crèche
- Maire sortant : Claude Busserolle (DVD)
- 29 sièges à pourvoir au conseil municipal (population légale 2011 : 5 449 habitants)
- 6 sièges à pourvoir au conseil communautaire (CC Haut Val de Sèvre)

| Tête de liste            | Tête de liste       | Liste          | Premier tour | Premier tour | Second tour | Second tour | Sièges | Sièges |
| Tête de liste            | Tête de liste       | Liste          | Voix         | %            | Voix        | %           | CM     | CC     |
| ------------------------ | ------------------- | -------------- | ------------ | ------------ | ----------- | ----------- | ------ | ------ |
|                          | Philippe Mathis     | DVD            | 1 307        | 44,63        | 1 501       | 50,18       | 22     | 5      |
|                          | Claude Busserolle * | DVG            | 1 171        | 39,99        | 1 239       | 41,42       | 6      | 1      |
|                          | Michel Arnaud       | DIV            | 450          | 15,36        | 251         | 8,39        | 1      |        |
|                          |                     |                |              |              |             |             |        |        |
| Inscrits                 | Inscrits            | Inscrits       | 4 420        | 100,00       | 4 420       | 100,00      |        |        |
| Abstentions              | Abstentions         | Abstentions    | 1 380        | 31,22        | 1 364       | 30,86       |        |        |
| Votants                  | Votants             | Votants        | 3 040        | 68,78        | 3 056       | 69,14       |        |        |
| Blancs et nuls           | Blancs et nuls      | Blancs et nuls | 112          | 3,68         | 65          | 2,13        |        |        |
| Exprimés                 | Exprimés            | Exprimés       | 2 928        | 96,32        | 2 991       | 97,87       |        |        |
| * Liste du maire sortant |                     |                |              |              |             |             |        |        |

### La Forêt-sur-Sèvre
- Maire sortant : Bruno Bonnet
- 19 sièges à pourvoir au conseil municipal (population légale 2011 : 2 288 habitants)
- 2 sièges à pourvoir au conseil communautaire (CA du Bocage Bressuirais)

|                          | Thierry Marolleau | DVD            | 847   | 63,39  | 16 | 2 |  |  |
|                          | Bruno Bonnet *    | DVD            | 489   | 36,60  | 3  |   |  |  |
|                          |                   |                |       |        |    |   |  |  |
| Inscrits                 | Inscrits          | Inscrits       | 1 771 | 100,00 |    |   |  |  |
| Abstentions              | Abstentions       | Abstentions    | 360   | 20,33  |    |   |  |  |
| Votants                  | Votants           | Votants        | 1 411 | 79,67  |    |   |  |  |
| Blancs et nuls           | Blancs et nuls    | Blancs et nuls | 75    | 5,32   |    |   |  |  |
| Exprimés                 | Exprimés          | Exprimés       | 1 336 | 94,68  |    |   |  |  |
| * Liste du maire sortant |                   |                |       |        |    |   |  |  |

### Le Tallud
- Maire sortant : René Charron
- 19 sièges à pourvoir au conseil municipal (population légale 2011 : 2 049 habitants)
- 3 sièges à pourvoir au conseil communautaire (CC de Parthenay-Gâtine)

|                | Didier Voy      | UDI            | 720   | 65,69  | 16 | 2 |  |  |
|                | Philippe Charon | DVD            | 376   | 34,30  | 3  | 1 |  |  |
|                |                 |                |       |        |    |   |  |  |
| Inscrits       | Inscrits        | Inscrits       | 1 637 | 100,00 |    |   |  |  |
| Abstentions    | Abstentions     | Abstentions    | 454   | 27,73  |    |   |  |  |
| Votants        | Votants         | Votants        | 1 183 | 72,27  |    |   |  |  |
| Blancs et nuls | Blancs et nuls  | Blancs et nuls | 87    | 7,35   |    |   |  |  |
| Exprimés       | Exprimés        | Exprimés       | 1 096 | 92,65  |    |   |  |  |

### Lezay
- Maire sortant : Joseph Joubert
- 19 sièges à pourvoir au conseil municipal (population légale 2011 : 2 076 habitants)
- 4 sièges à pourvoir au conseil communautaire (CC Mellois en Poitou)

|                | Christian Maireau | DVG            | 645   | 100,00 | 19 | 4 |  |  |
|                |                   |                |       |        |    |   |  |  |
| Inscrits       | Inscrits          | Inscrits       | 1 590 | 100,00 |    |   |  |  |
| Abstentions    | Abstentions       | Abstentions    | 622   | 39,12  |    |   |  |  |
| Votants        | Votants           | Votants        | 968   | 60,88  |    |   |  |  |
| Blancs et nuls | Blancs et nuls    | Blancs et nuls | 323   | 33,37  |    |   |  |  |
| Exprimés       | Exprimés          | Exprimés       | 645   | 66,63  |    |   |  |  |

### Magné
- Maire sortant : Patrick Morin
- 23 sièges à pourvoir au conseil municipal (population légale 2011 : 2 773 habitants)
- 1 sièges à pourvoir au conseil communautaire (CA du Niortais)

|                | Gérard Laborderie | DVG            | 918   | 58,73  | 19 | 1 |  |  |
|                | Véronique Morin   | DVG            | 645   | 41,26  | 4  |   |  |  |
|                |                   |                |       |        |    |   |  |  |
| Inscrits       | Inscrits          | Inscrits       | 2 439 | 100,00 |    |   |  |  |
| Abstentions    | Abstentions       | Abstentions    | 776   | 31,82  |    |   |  |  |
| Votants        | Votants           | Votants        | 1 663 | 68,18  |    |   |  |  |
| Blancs et nuls | Blancs et nuls    | Blancs et nuls | 100   | 6,01   |    |   |  |  |
| Exprimés       | Exprimés          | Exprimés       | 1 563 | 93,99  |    |   |  |  |

### Mauléon
- Maire sortant : Daniel Amiot (UMP)
- 29 sièges à pourvoir au conseil municipal (population légale 2011 : 8 263 habitants)
- 8 sièges à pourvoir au conseil communautaire (CA du Bocage Bressuirais)

|                | Pierre-Yves Marolleau | DVD            | 2 575 | 64,68  | 24 | 7 |  |  |
|                | Bernard Arru          | DVG            | 1 406 | 35,31  | 5  | 1 |  |  |
|                |                       |                |       |        |    |   |  |  |
| Inscrits       | Inscrits              | Inscrits       | 5 715 | 100,00 |    |   |  |  |
| Abstentions    | Abstentions           | Abstentions    | 1 528 | 26,74  |    |   |  |  |
| Votants        | Votants               | Votants        | 4 187 | 73,26  |    |   |  |  |
| Blancs et nuls | Blancs et nuls        | Blancs et nuls | 206   | 4,92   |    |   |  |  |
| Exprimés       | Exprimés              | Exprimés       | 3 981 | 95,08  |    |   |  |  |

### Mauzé-sur-le-Mignon
- Maire sortant : Jean-Luc Morisset
- 23 sièges à pourvoir au conseil municipal (population légale 2011 : 2 790 habitants)
- 1 sièges à pourvoir au conseil communautaire (CA du Niortais)

|                          | Philippe Mauffrey   | DVD            | 972   | 70,23  | 20 | 1 |  |  |
|                          | Jean-Luc Morisset * | DVG            | 412   | 29,76  | 3  |   |  |  |
|                          |                     |                |       |        |    |   |  |  |
| Inscrits                 | Inscrits            | Inscrits       | 1 976 | 100,00 |    |   |  |  |
| Abstentions              | Abstentions         | Abstentions    | 532   | 26,92  |    |   |  |  |
| Votants                  | Votants             | Votants        | 1 444 | 73,08  |    |   |  |  |
| Blancs et nuls           | Blancs et nuls      | Blancs et nuls | 60    | 4,16   |    |   |  |  |
| Exprimés                 | Exprimés            | Exprimés       | 1 384 | 95,84  |    |   |  |  |
| * Liste du maire sortant |                     |                |       |        |    |   |  |  |

### Mauzé-Thouarsais
- Maire sortant : Bernard Paineau
- 19 sièges à pourvoir au conseil municipal (population légale 2011 : 2 101 habitants)
- 3 sièges à pourvoir au conseil communautaire (CC du Thouarsais)

|                          | Bernard Paineau * | PS             | 728   | 100,00 | 19 | 3 |  |  |
|                          |                   |                |       |        |    |   |  |  |
| Inscrits                 | Inscrits          | Inscrits       | 1 871 | 100,00 |    |   |  |  |
| Abstentions              | Abstentions       | Abstentions    | 828   | 44,25  |    |   |  |  |
| Votants                  | Votants           | Votants        | 1 043 | 55,75  |    |   |  |  |
| Blancs et nuls           | Blancs et nuls    | Blancs et nuls | 315   | 30,20  |    |   |  |  |
| Exprimés                 | Exprimés          | Exprimés       | 728   | 69,80  |    |   |  |  |
| * Liste du maire sortant |                   |                |       |        |    |   |  |  |

### Melle
- Maire sortant : Yves Debien
- 27 sièges à pourvoir au conseil municipal (population légale 2011 : 3 667 habitants)
- 8 sièges à pourvoir au conseil communautaire (CC Mellois en Poitou)

|                          | Yves Debien *  | PS             | 894   | 100,00 | 27 | 8 |  |  |
|                          |                |                |       |        |    |   |  |  |
| Inscrits                 | Inscrits       | Inscrits       | 2 521 | 100,00 |    |   |  |  |
| Abstentions              | Abstentions    | Abstentions    | 1 222 | 48,47  |    |   |  |  |
| Votants                  | Votants        | Votants        | 1 299 | 51,53  |    |   |  |  |
| Blancs et nuls           | Blancs et nuls | Blancs et nuls | 405   | 31,18  |    |   |  |  |
| Exprimés                 | Exprimés       | Exprimés       | 894   | 68,82  |    |   |  |  |
| * Liste du maire sortant |                |                |       |        |    |   |  |  |

### Moncoutant
- Maire sortant : Philippe Mouiller
- 23 sièges à pourvoir au conseil municipal (population légale 2011 : 3 176 habitants)
- 3 sièges à pourvoir au conseil communautaire (CA du Bocage Bressuirais)

|                          | Philippe Mouiller * | UMP            | 1 191 | 68,88  | 20 | 3 |  |  |
|                          | Jean Normand        | DVG            | 538   | 31,11  | 3  |   |  |  |
|                          |                     |                |       |        |    |   |  |  |
| Inscrits                 | Inscrits            | Inscrits       | 2 370 | 100,00 |    |   |  |  |
| Abstentions              | Abstentions         | Abstentions    | 570   | 24,05  |    |   |  |  |
| Votants                  | Votants             | Votants        | 1 800 | 75,95  |    |   |  |  |
| Blancs et nuls           | Blancs et nuls      | Blancs et nuls | 71    | 3,94   |    |   |  |  |
| Exprimés                 | Exprimés            | Exprimés       | 1 729 | 96,06  |    |   |  |  |
| * Liste du maire sortant |                     |                |       |        |    |   |  |  |

### Mougon
- Maire sortant : Nicole Lahmiti
- 19 sièges à pourvoir au conseil municipal (population légale 2011 : 2 059 habitants)
- 5 sièges à pourvoir au conseil communautaire (CC de Celles-sur-Belle)

|                          | Philippe Boinier | DVG            | 510   | 51,61  | 15 | 4 |  |  |
|                          | Nicole Lahmiti * | DVG            | 478   | 48,38  | 4  | 1 |  |  |
|                          |                  |                |       |        |    |   |  |  |
| Inscrits                 | Inscrits         | Inscrits       | 1 466 | 100,00 |    |   |  |  |
| Abstentions              | Abstentions      | Abstentions    | 395   | 26,94  |    |   |  |  |
| Votants                  | Votants          | Votants        | 1 071 | 73,06  |    |   |  |  |
| Blancs et nuls           | Blancs et nuls   | Blancs et nuls | 83    | 7,75   |    |   |  |  |
| Exprimés                 | Exprimés         | Exprimés       | 988   | 92,25  |    |   |  |  |
| * Liste du maire sortant |                  |                |       |        |    |   |  |  |

### Niort
- Maire sortant : Geneviève Gaillard (PS)
- 45 sièges à pourvoir au conseil municipal (population légale 2011 : 57 813 habitants)
- 38 sièges à pourvoir au conseil communautaire (CA du Niortais)

|                          | Jérôme Baloge          | UDI            | 12 304 | 54,31  | 36 | 30 |  |  |
|                          | Genevieve Gaillard *   | PS             | 4 610  | 20,35  | 5  | 4  |  |  |
|                          | Nathalie Seguin        | PCF            | 2 337  | 10,31  | 2  | 2  |  |  |
|                          | Amaury Breuille        | EELV           | 1 725  | 7,61   | 1  | 1  |  |  |
|                          | Jean-Romée Charbonneau | FN             | 1 676  | 7,39   | 1  | 1  |  |  |
|                          |                        |                |        |        |    |    |  |  |
| Inscrits                 | Inscrits               | Inscrits       | 39 288 | 100,00 |    |    |  |  |
| Abstentions              | Abstentions            | Abstentions    | 15 986 | 40,69  |    |    |  |  |
| Votants                  | Votants                | Votants        | 23 302 | 59,31  |    |    |  |  |
| Blancs et nuls           | Blancs et nuls         | Blancs et nuls | 650    | 2,79   |    |    |  |  |
| Exprimés                 | Exprimés               | Exprimés       | 22 652 | 97,21  |    |    |  |  |
| * Liste du maire sortant |                        |                |        |        |    |    |  |  |

### Nueil-les-Aubiers
- Maire sortant : Philippe Brémond (DVD)
- 29 sièges à pourvoir au conseil municipal (population légale 2011 : 5 507 habitants)
- 5 sièges à pourvoir au conseil communautaire (CA du Bocage Bressuirais)

| Tête de liste            | Tête de liste      | Liste          | Premier tour | Premier tour | Second tour | Second tour | Sièges | Sièges |
| Tête de liste            | Tête de liste      | Liste          | Voix         | %            | Voix        | %           | CM     | CC     |
| ------------------------ | ------------------ | -------------- | ------------ | ------------ | ----------- | ----------- | ------ | ------ |
|                          | Philippe Brémond * | DVD            | 1 332        | 49,72        | 1 376       | 51,22       | 22     | 4      |
|                          | Gérard Cesbron     | DVD            | 1 074        | 40,08        | 1 101       | 40,99       | 6      | 1      |
|                          | Virginie Salesses  | DVG            | 273          | 10,19        | 209         | 7,78        | 1      |        |
|                          |                    |                |              |              |             |             |        |        |
| Inscrits                 | Inscrits           | Inscrits       | 3 999        | 100,00       | 3 999       | 100,00      |        |        |
| Abstentions              | Abstentions        | Abstentions    | 940          | 23,51        | 1 259       | 31,48       |        |        |
| Votants                  | Votants            | Votants        | 3 059        | 76,49        | 2 740       | 68,52       |        |        |
| Blancs et nuls           | Blancs et nuls     | Blancs et nuls | 380          | 12,42        | 54          | 1,97        |        |        |
| Exprimés                 | Exprimés           | Exprimés       | 2 679        | 87,58        | 2 686       | 98,03       |        |        |
| * Liste du maire sortant |                    |                |              |              |             |             |        |        |

### Parthenay
- Maire sortant : Xavier Argenton (UDI)
- 33 sièges à pourvoir au conseil municipal (population légale 2011 : 10 390 habitants)
- 14 sièges à pourvoir au conseil communautaire (CC de Parthenay-Gâtine)

| Tête de liste            | Tête de liste     | Liste          | Premier tour | Premier tour | Second tour | Second tour | Sièges | Sièges |
| Tête de liste            | Tête de liste     | Liste          | Voix         | %            | Voix        | %           | CM     | CC     |
| ------------------------ | ----------------- | -------------- | ------------ | ------------ | ----------- | ----------- | ------ | ------ |
|                          | Xavier Argenton * | UDI            | 2 305        | 48,76        | 2 693       | 58,10       | 26     | 11     |
|                          | Françoise Bély    | PS             | 1 233        | 26,08        | 1 942       | 41,89       | 7      | 3      |
|                          | Anne-Laure Blouin | DVG            | 1 189        | 25,15        |             |             |        |        |
|                          |                   |                |              |              |             |             |        |        |
| Inscrits                 | Inscrits          | Inscrits       | 7 246        | 100,00       | 7 242       | 100,00      |        |        |
| Abstentions              | Abstentions       | Abstentions    | 2 349        | 32,42        | 2 411       | 33,29       |        |        |
| Votants                  | Votants           | Votants        | 4 897        | 67,58        | 4 831       | 66,71       |        |        |
| Blancs et nuls           | Blancs et nuls    | Blancs et nuls | 170          | 3,47         | 196         | 4,06        |        |        |
| Exprimés                 | Exprimés          | Exprimés       | 4 727        | 96,53        | 4 635       | 95,94       |        |        |
| * Liste du maire sortant |                   |                |              |              |             |             |        |        |

### Prahecq
- Maire sortant : Claude Roulleau
- 19 sièges à pourvoir au conseil municipal (population légale 2011 : 2 056 habitants)
- 1 sièges à pourvoir au conseil communautaire (CA du Niortais)

|                          | Claude Roulleau * | DVD            | 788   | 100,00 | 19 | 1 |  |  |
|                          |                   |                |       |        |    |   |  |  |
| Inscrits                 | Inscrits          | Inscrits       | 1 600 | 100,00 |    |   |  |  |
| Abstentions              | Abstentions       | Abstentions    | 638   | 39,88  |    |   |  |  |
| Votants                  | Votants           | Votants        | 962   | 60,13  |    |   |  |  |
| Blancs et nuls           | Blancs et nuls    | Blancs et nuls | 174   | 18,09  |    |   |  |  |
| Exprimés                 | Exprimés          | Exprimés       | 788   | 81,91  |    |   |  |  |
| * Liste du maire sortant |                   |                |       |        |    |   |  |  |

### Saint-Maixent-l'École
- Maire sortant : Léopold Moreau (UMP)
- 29 sièges à pourvoir au conseil municipal (population légale 2011 : 7 159 habitants)
- 8 sièges à pourvoir au conseil communautaire (CC Haut Val de Sèvre)

|                          | Léopold Moreau * | UMP            | 1 431 | 62,08  | 24 | 7 |  |  |
|                          | Corinne Pascher  | DVG            | 874   | 37,91  | 5  | 1 |  |  |
|                          |                  |                |       |        |    |   |  |  |
| Inscrits                 | Inscrits         | Inscrits       | 4 005 | 100,00 |    |   |  |  |
| Abstentions              | Abstentions      | Abstentions    | 1 615 | 40,32  |    |   |  |  |
| Votants                  | Votants          | Votants        | 2 390 | 59,68  |    |   |  |  |
| Blancs et nuls           | Blancs et nuls   | Blancs et nuls | 85    | 3,56   |    |   |  |  |
| Exprimés                 | Exprimés         | Exprimés       | 2 305 | 96,44  |    |   |  |  |
| * Liste du maire sortant |                  |                |       |        |    |   |  |  |

### Saint-Varent
- Maire sortant : Pierre Rambault
- 19 sièges à pourvoir au conseil municipal (population légale 2011 : 2 498 habitants)
- 3 sièges à pourvoir au conseil communautaire (CC du Thouarsais)

|                          | Pierre Rambault * | DVG            | 759   | 100,00 | 19 | 3 |  |  |
|                          |                   |                |       |        |    |   |  |  |
| Inscrits                 | Inscrits          | Inscrits       | 1 809 | 100,00 |    |   |  |  |
| Abstentions              | Abstentions       | Abstentions    | 661   | 36,54  |    |   |  |  |
| Votants                  | Votants           | Votants        | 1 148 | 63,46  |    |   |  |  |
| Blancs et nuls           | Blancs et nuls    | Blancs et nuls | 389   | 33,89  |    |   |  |  |
| Exprimés                 | Exprimés          | Exprimés       | 759   | 66,11  |    |   |  |  |
| * Liste du maire sortant |                   |                |       |        |    |   |  |  |

### Thouars
- Maire sortant : Patrice Pineau (PS)
- 29 sièges à pourvoir au conseil municipal (population légale 2011 : 9 622 habitants)
- 16 sièges à pourvoir au conseil communautaire (CC du Thouarsais)

|                          | Patrice Pineau * | PS             | 2 047 | 53,98  | 23 | 12 |  |  |
|                          | Alain Dumont     | DVD            | 1 745 | 46,01  | 6  | 4  |  |  |
|                          |                  |                |       |        |    |    |  |  |
| Inscrits                 | Inscrits         | Inscrits       | 6 485 | 100,00 |    |    |  |  |
| Abstentions              | Abstentions      | Abstentions    | 2 375 | 36,62  |    |    |  |  |
| Votants                  | Votants          | Votants        | 4 110 | 63,38  |    |    |  |  |
| Blancs et nuls           | Blancs et nuls   | Blancs et nuls | 318   | 7,74   |    |    |  |  |
| Exprimés                 | Exprimés         | Exprimés       | 3 792 | 92,26  |    |    |  |  |
| * Liste du maire sortant |                  |                |       |        |    |    |  |  |

### Vouillé
- Maire sortant : Stéphane Pierron
- 23 sièges à pourvoir au conseil municipal (population légale 2011 : 3 260 habitants)
- 2 sièges à pourvoir au conseil communautaire (CA du Niortais)

|                          | Stéphane Pierron * | DVG            | 933   | 55,27  | 18 | 2 |  |  |
|                          | Paul Guillaume     | DVD            | 755   | 44,72  | 5  |   |  |  |
|                          |                    |                |       |        |    |   |  |  |
| Inscrits                 | Inscrits           | Inscrits       | 2 543 | 100,00 |    |   |  |  |
| Abstentions              | Abstentions        | Abstentions    | 782   | 30,75  |    |   |  |  |
| Votants                  | Votants            | Votants        | 1 761 | 69,25  |    |   |  |  |
| Blancs et nuls           | Blancs et nuls     | Blancs et nuls | 73    | 4,15   |    |   |  |  |
| Exprimés                 | Exprimés           | Exprimés       | 1 688 | 95,85  |    |   |  |  |
| * Liste du maire sortant |                    |                |       |        |    |   |  |  |